# Gumaga quyeni
Gumaga quyeni is een schietmot uit de familie Sericostomatidae. De soort komt voor in het Oriëntaals gebied.